# Bruggenoorlog van Milwaukee

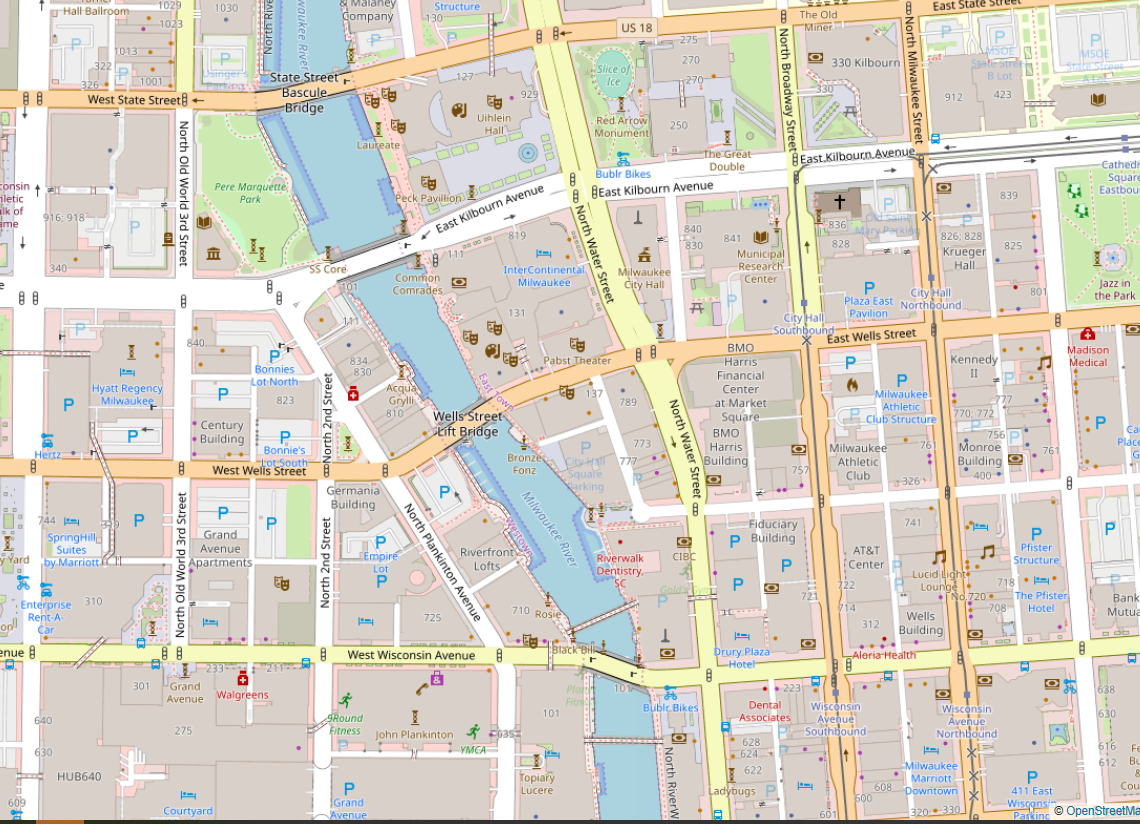
Stratenplan waarop de scheefstand van rastersystemen en bruggen te zien is

De Bruggenoorlog van Milwaukee (Engels: Milwaukee Bridge War), soms kortweg de bruggenoorlog genoemd, was een conflict in 1845 rond de bouw van bruggen over de rivier de Milwaukee. Ook een brug over de Menomonee werd in het conflict betrokken. De partijen in het conflict waren bewoners en bestuurders uit verschillende delen van wat nu de stad Milwaukee is. Het conflict werd uitgevochten met pesterijen en vernielingen van diverse bruggen.

## Achtergrond
Het gebied dat nu de stad Milwaukee is, bestond oorspronkelijk uit drie nederzettingen: Juneautown, gesticht in 1818 door Solomon Juneau aan de oostkant van de rivier; Kilbourntown aan de westkant van de rivier, gesticht in 1834 door Byron Kilbourn; en Walker's Point in het zuiden, gesticht door George H. Walker, eveneens in 1834. Door het gebied stromen de Milwaukee en de Menomonee, die beide afwateren in de Milwaukee Bay.
De vroege geschiedenis van Milwaukee werd gekenmerkt door de rivaliteit tussen Juneautown en Kilbourntown, vooral door toedoen van Byron Kilbourn. Kilbourn probeerde Juneautown te isoleren om het afhankelijk te maken van Kilbourntown. Toen hij bijvoorbeeld in 1835 zijn stratenplan opstelde, negeerde hij het bestaande stratenplan van Juneautown. Op Kilbourns kaarten was Juneautown een lege plek, en als boten goederen afleverden bij Kilbourns loswallen aan de westkant, liet hij de schippers aan hun passagiers vertellen dat Juneautown een Indiaanse handelspost was.
In 1839 werden de drie gebieden samengevoegd tot het dorp Milwaukee, maar de belangentegenstellingen en animositeit bleven.

## De bruggen
Het Territoriaal Bewind van Wisconsin, dat het systeem van veerboten op de Milwaukee ontoereikend vond, gaf in 1840 opdracht tot de bouw van een brug. Deze eerste brug werd gebouwd in Chestnut Street (nu Juneau), met steun van Solomon Juneau. Datzelfde jaar bouwde Kilbourn een brug over de Menomonee. Er werden nog drie bruggen over de Milwaukee gebouwd: bij Spring Street (nu Wisconsin) in 1842, bij Oneida (nu Wells) in 1844, en een tussen Walker's Point en Juneautown bij North Water Street. Kilbourn was tegen de Chestnut-, Oneida- en North Water-bruggen, omdat hij vond dat ze een gevaar vormden voor schepen die zijn aanlegplaatsen bezochten.

## De oorlog
Op 3 mei 1845 ramde een schoener de Spring Street-brug, de enige die wél door Kilbourn werd gesteund. Het gerucht deed de ronde dat de bewoners van de oostelijke wijk, die boos waren op de westelijke wijk omdat zij weigerden te betalen voor het onderhoud van de bruggen, de kapitein van de schoener hadden betaald om de brug te beschadigen. De bewoners van de westelijke wijk hielden een vergadering en besloten dat de Chestnut Street-brug (ondersteund door Solomon Juneau) een "ondraaglijke overlast" was geworden. Ze verzamelden gereedschap en ontmantelden de westelijke helft van de Chestnut Street-brug, waardoor deze instortte. Boze bewoners van de oostzijde grepen vervolgens naar hun wapens, waaronder een oud kanon (waarvan de munitie uit klokgewichten bestond) dat zij naar de oostkant van de rivier rolden. Het kanon was gericht op Kilbourns huis, maar men staakte de vijandigheden toen ze hoorden dat Kilbourns dochter net gestorven was.
De dorpsbestuurders stemden voor het verwijderen van de Oneida-brug en het gebruik van onderdelen voor reparatie van de Spring Street-brug. Hierdoor zouden de twee voorkeursbruggen van de oostelijke wijken dus verdwijnen. Woedend kwamen de bewoners van die wijken op 28 mei bijeen en vernielden de Spring Street-brug, gevolgd door de brug over de Menomonee.
De volgende weken waren gespannen: beide kampen vielen elkaar aan, en er werden geruchten verspreid over een aanval op Kilbourns Milwaukee-rivierdam. Begin juni gaf het dorpsbestuur opdracht dat alle brugwerkzaamheden onder gewapende bewaking moesten worden uitgevoerd.
De gemoederen bedaarden langzaam naarmate het jaar vorderde. In december stelden de beheerders een plan op voor drie nieuwe bruggen en vaardigden een stadsreglement uit. Uiteindelijk werd op 31 januari 1846 de stad Milwaukee opgericht.
Een echo van de verschillen tussen oost- en west-Milwaukee is vandaag de dag nog steeds te zien. Zoals in veel Amerikaanse nederzettingen lopen de straten volgens een schaakbordpatroon: noord-zuid en oost-west. De stratenplannen van Juneautown en Kilbourntown aan weerszijden van de rivier sluiten echter niet aan, zodat veel bruggen over de Milwaukee onder een hoek lopen.